# Masoud Pezeshkian
Masoud Pezeshkian (persiska: مسعود پزشکیان, [mæsʔˈuːd pezeʃkiːˈjɒːn]), född 29 september 1954 i Mahabad i Västazarbaijan, är en iransk kirurg och politiker. Han valdes till Irans president 28 juli 2024. Han förväntas tillträda ämbetet den 30 juli samma år.
Pezeshkian har sedan 2008 varit ledamot av det iranska parlamentet Majlis; åren 2016–2020 var han dess förste vice talman. Han var minister för sjukvård och vårdutbildningar 2001–2005 i Mohammad Khatamis regering. Han var presidentkandidat både 2013 och 2021.